# Ören
Ören este o arie protejată (arie specială de conservare — SAC, sit de importanță comunitară — SCI) din Suedia întinsă pe o suprafață de 918,9 ha, integral pe uscat.

## Localizare
Centrul sitului Ören este situat la coordonatele 57°58′43″N 14°34′41″E / 57.9785°N 14.578°E.

## Înființare
Situl Ören a fost declarat sit de importanță comunitară în ianuarie 1998 pentru a proteja 2 specii de animale. Situl a fost protejat și ca arie specială de conservare în martie 2011.

## Biodiversitate
Situată în ecoregiunea boreală, aria protejată conține 1 habitat natural: Ape stătătoare oligotrofe până la mezotrofe, cu vegetație de Littorelletea uniflorae și/sau de Isoëto-Nanojuncetea.
La baza desemnării sitului se află mai multe specii protejate:
- mamifere (1): vidră de râu (Lutra lutra)
- pești (1): zglăvoacă (Cottus gobio)